# Herrarnas linjelopp i landsvägscykling vid olympiska sommarspelen 1980
Herrarnas linjelopp i landsvägscykling vid olympiska sommarspelen 1980 ägde rum söndagen den 28 juli 1980 på motorvägen till Minsk.

## Medaljörer
| Event               | Guld                        | Silver             | Brons               |
| Herrarnas linjelopp | Sergej Suchorutjenkov (URS) | Czesław Lang (POL) | Jurij Barinov (URS) |

## Resultat
| Placering | Cyklist                     | Tid       |
| --------- | --------------------------- | --------- |
|           | Sergej Suchorutjenkov (URS) | 4:48:28,9 |
|           | Czesław Lang (POL)          | +2:58,0   |
|           | Jurij Barinov (URS)         | g         |
| 4         | Thomas Barth (GDR)          | +7:44,0   |
| 5         | Tadeusz Wojtas (POL)        | g         |
| 6         | Anatoli Yarkin (URS)        | +8:26,0   |
| 7         | Adri van der Poel (NED)     | g         |
| 8         | Christian Faure (FRA)       | g         |
| 9         | Marc Madiot (FRA)           | +8:32,0   |
| 10        | Andreas Petermann (GDR)     | +8:49,0   |
| 11        | Gilbert Glaus (SUI)         | g         |
| 12        | Harry Hannus (FIN)          | g         |
| 13        | Jiri Škoda (TCH)            | g         |
| 14        | Marco Cattaneo (ITA)        | g         |
| 15        | Jack Hanegraaf (NED)        | +8:52,0   |
| 16        | Peter Jonson (SWE)          | +9:05,0   |
| 17        | Vlastibor Konecný (TCH)     | +9:10,0   |
| 18        | Gianni Giacomini (ITA)      | g         |
| 19        | Herbert Spindler (AUT)      | g         |
| 20        | Jesus Torres (VEN)          | g         |
| 21        | John Herety (GBR)           | g         |
| 22        | Krzysztof Sujka (POL)       | g         |
| 23        | Yuri Kashirin (URS)         | g         |
| 24        | Kari Puisto (FIN)           | g         |
| 25        | Michael Wilson (AUS)        | g         |
| 26        | Peter Winnen (NED)          | g         |
| 27        | Giuseppe Petito (ITA)       | g         |
| 28        | András Takács (HUN)         | g         |
| 29        | Richard Trinkler (SUI)      | +12:09,0  |
| 30        | Francis Castaing (FRA)      | +15:39,0  |
| 31        | Henning Jørgensen (DEN)     | g         |
| 32        | Olaf Ludwig (GDR)           | g         |
| 33        | Jack van Meer (NED)         | g         |
| 34        | Mario Medina (VEN)          | g         |
| 35        | Hubert Seiz (SUI)           | g         |
| 36        | Johann Traxler (AUT)        | +17:19,0  |
| 37        | Ladislav Ferebauer (TCH)    | g         |
| 38        | Mauno Uusivirta (FIN)       | g         |
| 39        | Bernt Scheler (SWE)         | g         |
| 40        | Zoltán Halász (HUN)         | g         |
| 41        | Billy Kerr (IRL)            | g         |
| 42        | Verner Blaudzun (DEN)       | g         |
| 43        | Régis Clère (FRA)           | g         |
| 44        | Anders Adamson (SWE)        | +17:29,0  |
| 45        | Stephen Roche (IRL)         | +20:29,0  |
| 46        | Luc De Smet (BEL)           | +20:37,0  |
| 47        | Jeffrey Williams (GBR)      | g         |
| 48        | Jürg Luchs (SUI)            | g         |
| 49        | Neil Martin (GBR)           | g         |
| 50        | Bruno Bulic (YUG)           | +22:07,0  |
| 51        | György Szuromi (HUN)        | +24:44,0  |
| 52        | Zászló Halász (HUN)         | +24:44,0  |

### Avslutade inte loppet
| Australien - Kevin Bradshaw - Remo Sansonetti - Graham Seers Österrike - Johann Lienhart Belgien - Jan Nevens - Ronald van Avermaet - Jan Wijnants Brasilien - Gilson Alvaristo - Jose Carlos Lima - Fernando Almeida Louro - Davis Fernandes Pereira Bulgarien - Borislav Asenov - Yordan Penchev - Andon Petrov - Nencho Staikov Kamerun - Joseph Evouna - Joseph Kono - Thomas Nyemeg - Robert Nicolas Owona Kuba - Gregorio Arencibia - Carlos Cardet - Antonio Quintero Danmark - Allan Hagelskjaer Jacobsen - Por Sandahl | Etiopien - Zeragaber Gebrehiwot - Jemal Rogora - Tilahun Woldesenbet - Musse Yohannes Finland - Sixten Wackström Storbritannien - Joseph Waugh Östtyskland - Bernd Drogan Irland - Antony Lally Italien - Alberto Minetti Jamaica - Peter Aldridge Libyen - Elmunsif Benyousif - Ali Hamed Elaila - Mohammed Ganfud - Nuri Kaheil Mongoliet - Luvsandagva Jargalsaikhan - Betsukh Khyankharvaa - Dorjpalam Tsolmon - Dashjamts Tumurbator Malta - Joseph Farrugia - Carmel Muscat - Alfred Tonna | Polen - Jan Jankiewicz Rumänien - Mircea Romascanu - Teodor Vasile San Marino - Maurizio Casadei Sverige - Mats Gustafsson Tjeckoslovakien - Michal Klasa Jugoslavien - Vinko Poloncic - Bojan Ropret - Bojan Udovic Zimbabwe - David Gillow - Michael McBeath Venezuela - Olinto Silva - Juan Arroyo Libanon - Salloum Kaysar - Kamal Ghalayini Österrike - Kurt Zellhofer Malta - Albert Micallef San Marino - Roberto Tomassini |